# 卡丽·斯坦塞弗
卡丽·斯坦塞弗（英語：Carrie Steinseifer，1968年2月12日—），美国女子游泳运动员。她曾代表美国参加1984年夏季奥林匹克运动会游泳比赛，获得女子100米自由泳、女子4×100米自由泳接力和女子4×100米混合泳接力金牌。